# Bombardier (mini-série)
Pour les articles homonymes, voir Bombardier.
Bombardier est une mini-série québécoise en deux épisodes de 90 minutes scénarisée par Jacques Savoie et diffusée les 26 et 27 février 1992 à Radio-Québec.

## Synopsis
Cette mini-série raconte la vie de Joseph-Armand Bombardier, qui avec ses frères Léopold et Alphonse-Raymond a inventé la motoneige et fondé ce qui va devenir Bombardier Inc..

## Fiche technique
- Scénariste : Jacques Savoie
- Réalisation : François Labonté
- Producteurs : Claude Veillet et Jacques Bonin
- Société de production : Téléfiction

## Distribution
- Gilbert Sicotte : Joseph-Armand Bombardier
- Sylvie-Catherine Beaudoin : Yvonne Bombardier
- Denis Bernard : Alphonse-Raymond Bombardier
- Hugo Dubé : Germain Bombardier
- Marcel Leboeuf : Léopold Bombardier
- Dorothée Berryman : Marie-Jeanne Du Paul
- Jean-François Blanchard : Jacques Bélanger
- Jean-Raymond Châles : Père Mauricel
- Henri Chassé : Denis Leblanc
- Michel Laperrière : Dr Lefebvre
- Ron Lea : Major McBain
- Jean-Pierre Leduc : Adrien Lévesque
- Alexis Martin : Alain
- Guy Nadon : Antoine Tremblay
- Aubert Pallascio : Frédéric Ouimet
- André Robitaille : Fernand Bilodeau
- Gilles Michaud : M. Girard
- Luc Proulx : Mécanicien
- Yves Trudel : Mécanicien
- Jean Régnier : Père Éthier
- Marc-André Coallier : Joseph-Armand Bombardier, jeune
- Peter Wright : Tom Fraser
- Jean-Jacques Carrier : Homme de la rue
- Hubert Fielden : Annonceur radio et narrateur cinéma
- Jean-Michel Henry : Ti-Guy
- André Lacoste : Ulric
- Serge Roy : Cultivateur
- Laurielle Asconi : Claire Bombardier, 6 ans
- Ashley Asconi : Claire Bombardier, 8 ans
- Emmanuelle D.-Auger : Janine Bombardier, 4 ans
- Catherine Loiselle : Janine Bombardier, 6 ans
- Isaël Gadouas : Germain Bombardier, 5 ans
- Ian-Aurèle Lagarde : Germain Bombardier, 10 ans
- Sophie Boulanger : Huguette Bombardier, 3 ans
- André Leboeuf : Léopold Bombardier, jeune
- Yves Gagné : Émile
- Claude Gauthier : Alfred Bombardier

## Récompenses
- Prix Gémeaux : Meilleure série dramatique 1992

## DVD
Le DVD de la mini-série est disponible depuis le 6 juin 2006, en français et en anglais.

## Commentaires
- La mini-série, qui a coûté trois millions de dollars à produire, a été tournée en mars 1991 à Sainte-Félicité près de Matane, puisqu'il n’y avait pas tellement de neige à Valcourt en Estrie[2].